# Károly Fogl
Pour les articles homonymes, voir Fogl.
Károly Fogl, aussi connu comme Károly Fogoly, Károly Újpesti ou encore Fogl II, né le 19 janvier 1895 à Újpest (Budapest) en Hongrie et mort le 12 janvier 1969 à Budapest, est un footballeur hongrois, devenu entraîneur.
Il joue notamment pour le club d'Újpest et l'équipe de Hongrie, avec laquelle il dispute les Jeux olympiques de 1924.

## Carrière
De 1918 à 1929, « Fogl II »  joue 51 matchs en faveur de l'équipe nationale, au poste de défenseur, côté droit, et marque deux buts.
Il inscrit son premier but le 13 juillet 1922, en amical contre la Finlande (victoire 1-5 à Helsinki). Il marque son second but le 20 août 1926, en amical contre la Pologne (victoire 4-1 à Budapest).
Retenu par le sélectionneur Gyula Kiss afin de participer aux Jeux olympiques de 1924, il dispute deux matchs lors du tournoi olympique organisé en région parisienne. Il joue à cet effet contre la Pologne, puis contre l'Égypte.
Avec son jeune frère, József « Fogl III », il forme une paire de défenseurs réputée, surnommée Fogl-gát en Hongrie.
« Fogl II » remporte le championnat de Hongrie en 1930 avec Újpest, club dont il est capitaine pendant une décennie.
Après sa carrière de joueur, il devient entraîneur. Il dirige le Sportklub Sofia puis l'équipe nationale de Bulgarie. Il officie à la tête de la sélection bulgare sur un total de 7 matchs entre 1934 et 1935. Son bilan de sélectionneur est de cinq défaites et deux victoires.
Plus tard, il dirige la Juventus de Bucarest, puis le Győri ETO, qu'il accompagne jusqu'en première division de Hongrie, et le club polonais Warta Poznań, en 1938. Il mène le club au deuxième titre de champion de son histoire en 1947.